# Лезово
Лезово (изписване до 1945 година: Лѣзово; на македонска литературна норма: Лезово) е село в източната част на Северна Македония, община Пробищип.

## География
Землището на Лезово е 7,7 km2, от които земеделската площ е 689 хектара – 357 хектара обработваема земя, 330 хектара пасища и 2 хектара гори.

## История
В XIX век Лезово е малко българско село в Щипска кааза на Османската империя. Според статистиката на Васил Кънчов от 1900 година Лезово има 180 жители, всички българи християни.
В началото на XX век българското население на селото е под върховенството на Българската екзархия. По данни на секретаря на екзархията Димитър Мишев („La Macédoine et sa Population Chrétienne“) през 1905 година в Лезово (Lezovo) има 240 българи екзархисти.
В 1910 година селото пострадва по време на обезоръжителната акция. 9 души от селото са арестувани и измъчвани.
При избухването на Балканската война в 1912 година 5 души от Лезово са доброволци в Македоно-одринското опълчение.
Според преброяването от 2002 година селото има 44 жители (22 мъже и 22 жени), в 22 домакинства и 53 къщи.
Църквата в селото е „Свети Никола“. Не е изписана.

## Личности
Родени в Лезово
- Петър Колев, български революционер, деец на ВМРО, загинал на 15 юни 1927 година в сражение при село Дренок, Кумановско[7]